# 9526 Billmckinnon
A 9526 Billmckinnon (ideiglenes jelöléssel (9526) 1981 EC13) a Naprendszer kisbolygóövében található aszteroida. Schelte J. Bus fedezte fel 1981. március 1-jén.